# Galina Kreft
Galina Kreft (Sint-Petersburg, 14 maart 1950 - aldaar, 24 februari 2005) was een Sovjet-Russisch kanovaartster.
Kreft won tijdens de Olympische Zomerspelen 1976 de gouden medaille in de K2 500m samen met Nina Gopova. Vier jaar later pakt ze zilver in de K2 500m.
Kreft werd geen wereldkampioen maar won zeven zilveren medailles op wereldkampioenschappen.

## Belangrijkste resultaten

### Olympische Zomerspelen
| Editie | Plaats   | Resultaten |
| ------ | -------- | ---------- |
| 1976   | Montreal | K2 500m    |
| 1980   | Moskou   | K2 500m    |

### Wereldkampioenschappen vlakwater
| Jaar | Plaats      | Resultaten                  |
| ---- | ----------- | --------------------------- |
| 1974 | Mexico-Stad | K4 500m                     |
| 1975 | Beograd     | K1 500m · K2 500m · K4 500m |
| 1979 | Duisburg    | K1 500m · K4 500m           |
| 1983 | Tampere     | K4 500m                     |

1960: Antonina Seredina & Maria Sjoebina ·
1964: Roswitha Esser & Annemarie Zimmermann ·
1968: Roswitha Esser & Annemarie Zimmermann ·
1972: Jekaterina Koerysjko & Ljoedmila Pinajeva-Chvedosjoek ·
1976: Nina Gopova & Galina Kreft ·
1980: Martina Bischof & Carsta Genäuß ·
1984: Agneta Andersson & Anna Olsson ·
1988: Anke Nothnagel & Birgit Schmidt-Fischer ·
1992: Ramona Portwich & Anke von Seck-Nothnagel ·
1996: Agneta Andersson & Susanne Gunnarsson-Wiberg ·
2000: Birgit Fischer & Katrin Wagner-Augustin ·
2004: Natasa Janics & Katalin Kovács ·
2008: Natasa Janics & Katalin Kovács ·
2012: Tina Dietze & Franziska Weber ·
2016: Danuta Kozák & Gabriella Szabó ·
2020: Lisa Carrington & Caitlin Regal ·
2020: Lisa Carrington & Alicia Hoskin